# Panthera tigris sondaica
La tigre di Giava (Panthera tigris sondaica Temminck, 1844) è una sottospecie estinta di tigre che visse sull'isola indonesiana di Giava. Dichiarata estinta nel 1980, era una delle tre sottospecie insulari di questo animale. È ritenuta da alcuni autori una delle sole due sottospecie di Panthera tigris, insieme a P. t. tigris, ma ciò è ancora oggetto di dibattito.

## Descrizione
La tigre di Giava era molto piccola se paragonata alle altre sottospecie dell'Asia continentale, ma era tuttavia più grande della tigre di Bali. I maschi pesavano in media 100–140 kg e misuravano 200–245 cm di lunghezza. Le femmine erano più piccole e pesavano circa 75–115 kg.
Aveva naso lungo e sottile, piano occipitale piuttosto stretto e carnassiali relativamente lunghi. Di solito aveva strisce lunghe e sottili, poco più numerose di quelle della tigre di Sumatra.
Le piccole dimensioni corporee di questa sottospecie erano dovute sia alla regola di Bergmann che alle dimensioni delle prede esistenti a Giava, dove vivono Cervidi e Bovidi più piccoli di quelli presenti sul continente. Ciononostante, il diametro delle impronte era maggiore di quello delle tracce lasciate dalla tigre del Bengala, diffusa in Bangladesh, India e Nepal.

## Distribuzione e habitat
Alla fine del XVIII secolo, le tigri di Giava abitavano quasi tutta l'isola. Intorno al 1850, questi animali erano ancora così numerosi da essere considerati un flagello dagli uomini stanziati nelle aree rurali. Verso il 1940, però, le tigri si erano ormai ritirate sui monti e nelle foreste più remote. Attorno al 1970, le uniche tigri conosciute vivevano soltanto nella regione del Monte Betiri (1192 m), la vetta più alta del sud-est dell'isola, disabitata a causa del terreno scosceso e accidentato. Nel 1972 quest'area, vasta 500 km², venne dichiarata riserva naturale. Proprio all'interno del parco, nel 1976, vennero avvistate le ultime tigri.

## Biologia
La tigre di Giava catturava soprattutto sambar dalla criniera, banteng e cinghiali, più raramente Anatidi e rettili. Non sappiamo nulla sul suo periodo di gestazione, né sulla sua speranza di vita in natura o in cattività. Fino alla seconda guerra mondiale, alcuni esemplari vennero ospitati in alcuni zoo indonesiani, ma questi vennero chiusi durante la guerra. Al termine del conflitto, le tigri di Giava si erano già fatte così rare che per gli zoo era divenuto più facile procurarsi delle tigri di Sumatra.

## Estinzione

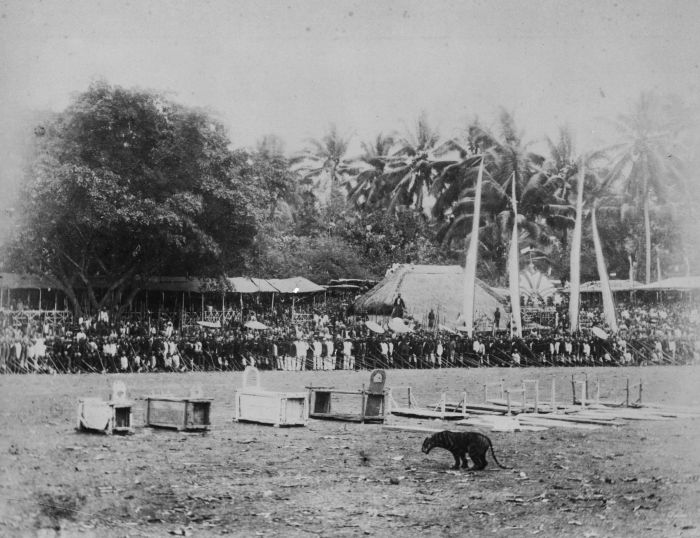
Combattimento di tigri a Giava (1870-1892).

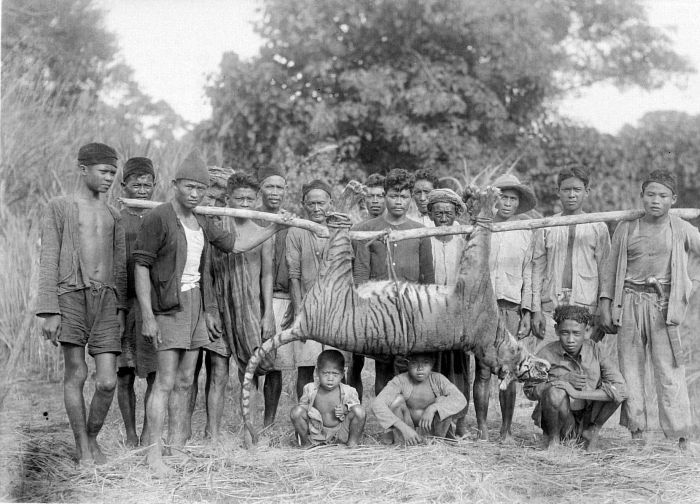
Un gruppo di uomini e bambini posa davanti a una tigre da poco uccisa a Malingping, nella Provincia di Banten, regione occidentale di Giava (1941).

Agli inizi del XX secolo, a Giava vivevano 28 milioni di persone. La produzione annua di riso non bastava per soddisfare i bisogni alimentari di una popolazione in crescente aumento, così, nell'arco di 15 anni, un'estensione di terra pari al 150% di quella già coltivata, venne disboscata per far spazio alle coltivazioni. Nel 1938, le foreste ricoprivano il 23% dell'isola. Nel 1975 solo l'8% delle foreste era rimasto intatto; nel frattempo, la popolazione umana aveva raggiunto gli 85 milioni. In questa terra ormai dominata dall'uomo, la scomparsa della tigre venne intensificata da varie circostanze ed eventi:
- In molti luoghi, durante il periodo in cui il loro habitat naturale si stava rarefacendo sempre di più, le tigri e molte loro prede venivano deliberatamente avvelenate dalla popolazione locale;
- Dopo la seconda guerra mondiale, le foreste primarie erano ormai intervallate a piantagioni di teak, caffè e caucciù, ambienti inospitali per la fauna selvatica;
- Durante gli anni '60, in alcune riserve e foreste, il numero di sambar dalla criniera, la più importante preda della tigre, diminuì moltissimo a causa delle malattie;
- Durante il periodo di disordini civili, dopo il 1965, vari gruppi armati si ritirarono nelle riserve, dove uccisero le poche tigri rimaste[6].

### Ultimi tentativi per salvare la sottospecie

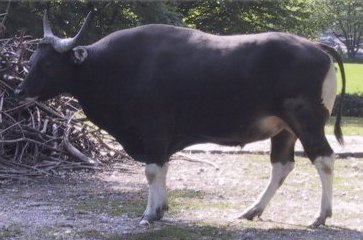
Un banteng: i maschi della sottospecie presente a Giava, Bos javanicus javanicus, sono neri.

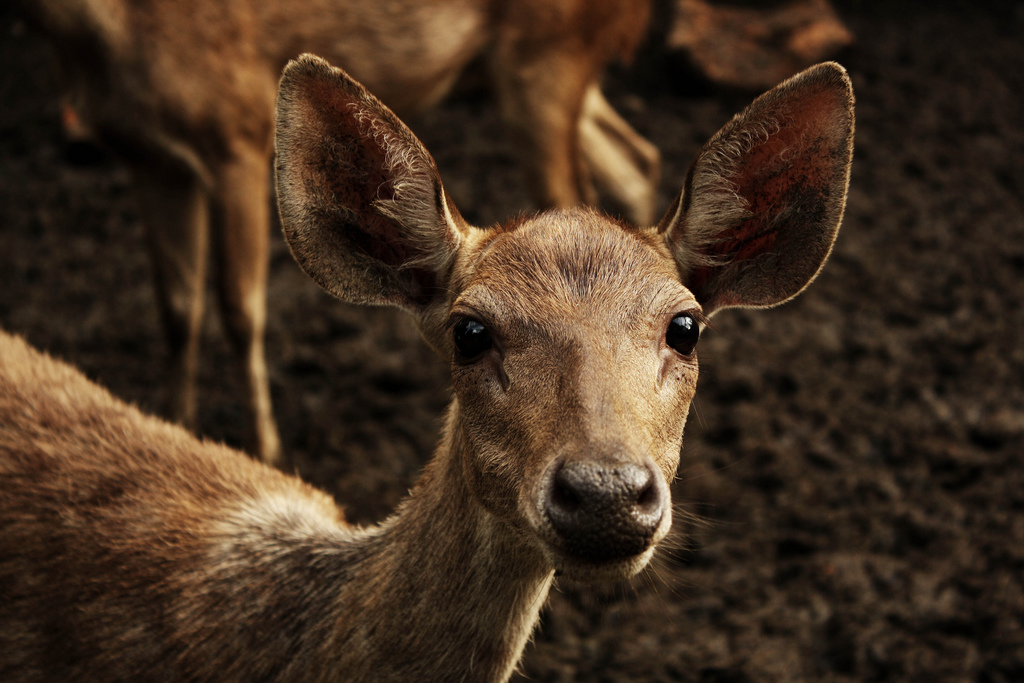
Alcuni sambar dalla criniera provenienti dalle isole al largo di Ujung Kulon sono stati reintrodotti a Meru Betiri.

Fino a metà degli anni '60, le tigri sopravvivevano in tre aree protette, istituite tra gli anni '20 e '30: Ujung Kulon, Leuwen Sancang e Baluran. Però, in seguito a un periodo di disordini civili, in queste zone non ne venne più avvistata alcuna. Nel 1971, una vecchia femmina venne abbattuta in una piantagione nei pressi del Monte Betiri, nel sud-est dell'isola. Da allora in questa zona, ritenuta l'ultimo rifugio conosciuto di questi grandi felini, non è più stato avvistato nessun cucciolo. L'area venne dichiarata riserva naturale nel 1972; contemporaneamente venne istituito un piccolo gruppo di guardie addette a vigilare la zona e furono avviati quattro progetti di gestione dell'habitat. Il territorio della riserva, tuttavia, era severamente interrotto da due grandi piantagioni nelle vallate dei fiumi più imponenti, zone che fornivano l'habitat più adatto alle tigri e alle loro prede. Nel 1976, vennero trovate delle tracce nella parte orientale della riserva, grazie alle quali gli studiosi ipotizzarono la presenza di 3-5 tigri. All'epoca, in vicinanza delle piantagioni, sopravvivevano solo pochi banteng, ma i ricercatori non trovarono alcuna impronta di sambar dalla criniera, la preda preferita delle tigri.
A partire dal 1979, a Meru Betiri non venne più effettuato alcun avvistamento confermato di tigri. Nel 1980, Seidensticker e Suyono proposero di ingrandire la riserva naturale e di proibire del tutto qualsiasi intervento umano sul fragile ecosistema dell'area. L'Autorità per la Conservazione della Natura indonesiana mise alla pratica questi consigli nel 1982, dichiarando la riserva parco nazionale. Tuttavia, queste misure protezionistiche giunsero troppo tardi per salvare le poche tigri rimaste nella regione.
Nel 1987, un gruppo di 30 studenti dell'Università Agraria Indonesiana di Bogor (Istituto Pertanian Bogor) condusse una spedizione nel Parco nazionale di Meru Betiri. In gruppi di cinque pattugliarono l'intera area e trovarono escrementi e impronte di tigre.
Nel 1984, una tigre venne uccisa nell'ovest dell'isola, nella Riserva di Halimun, oggi integrata nel Parco nazionale del Monte Halimun Salak; sempre nella stessa zona, nel 1989 vennero trovate delle impronte di dimensioni paragonabili a quelle di una tigre. Tuttavia, nel 1990 una spedizione di sei biologi non riuscì a trovare alcuna prova diretta della presenza del felino.
Una spedizione successiva, effettuata nell'autunno del 1992 nel Parco nazionale di Meru Betiri con il supporto del WWF Indonesia, utilizzò per la prima volta delle trappole fotografiche. Tra il marzo del 1993 e il marzo del 1994 vennero posizionate delle macchine fotografiche in 19 siti, ma nessuna di esse riuscì a riprendere una tigre. Durante questo periodo, inoltre, non venne trovata alcuna impronta dell'animale. Dopo la pubblicazione del resoconto finale dello studio, la tigre di Giava venne dichiarata estinta.
Tuttavia, le continue voci della presunta sopravvivenza delle tigri nel Parco nazionale di Meru Betiri convinsero il capo delle guardie forestali Bapak Indra Arinal a iniziare un'altra ricerca. Nell'autunno del 1999, uomini del «Progetto Tigre di Sumatra» istruirono dodici membri dello staff del parco all'impiego delle trappole fotografiche e alla tecnica per mappare le osservazioni. L'associazione canadese «Fondazione Tigre» fornì alcune macchine fotografiche a infrarossi. Malgrado un anno di lavoro, gli uomini del parco non riuscirono a immortalare nessuna tigre: ripresero solo poche immagini di prede e di numerose bande di bracconieri.

## Presunti avvistamenti

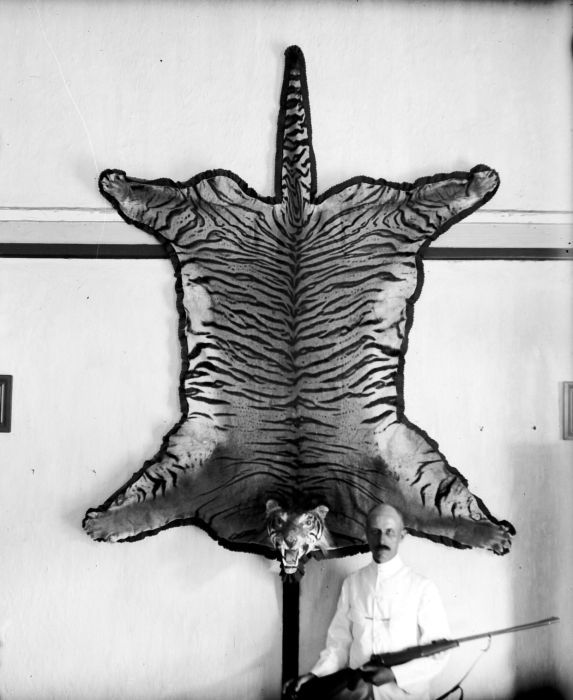
La pelle di una tigre di Giava (1995).

Malgrado la tigre di Giava sia ormai stata dichiarata estinta, ogni tanto voci di presunti avvistamenti rinfocolano l'entusiasmo di chi non si è rassegnato a credere nella sua scomparsa.
Nel 1995, alcuni abitanti del villaggio di Resapombo dichiararono di aver avvistato una tigre con i piccoli sui monti di Purworejo Blitar, nella provincia di Giava Orientale. Sempre secondo altre voci, cuccioli appartenenti a questa sottospecie sarebbero stati venduti al mercato di Malang, dove ancora oggi si trova qualsiasi sorta di animale.
Nel novembre del 2008, venne trovato il corpo non identificato di una escursionista, apparentemente uccisa da una tigre, sui monti del Parco nazionale del Monte Merbabu, nella Provincia di Giava Centrale. Gli abitanti che ritrovarono il corpo dichiararono inoltre di aver visto delle tigri nelle vicinanze.
Voci di un altro presunto avvistamento sono giunte dalla Reggenza di Magetan, nella Provincia di Giava Orientale, nel gennaio del 2009. Alcuni abitanti del luogo sostennero di aver visto una femmina con due piccoli nei pressi di un villaggio adiacente al Monte Lawu, provocando il panico tra gli abitanti della regione. Le autorità locali trovarono anche alcune impronte fresche sul luogo, ma al loro arrivo gli animali erano già scomparsi.
Nell'ottobre del 2010, in seguito all'eruzione del Monte Merapi, due indonesiani raccontarono di aver trovato le impronte di un grosso felino sulla cenere vulcanica; gli abitanti credettero di aver a che fare con una tigre o un leopardo che girovagava tra le fattorie abbandonate in cerca di cibo. Il personale del vicino parco nazionale, però, dopo aver esaminato le impronte, sostenne che molto probabilmente non appartenevano a una tigre.